# New Milford (Connecticut)
New Milford és una població dels Estats Units a l'estat de Connecticut. Segons el cens del 2005 tenia 28.667 habitants.

## Demografia
Segons el cens del 2000, New Milford tenia 27.121 habitants, 10.018 habitatges, i 7.273 famílies. La densitat de població era de 170 habitants/km².
Dels 10.018 habitatges en un 38% hi vivien nens de menys de 18 anys, en un 60% hi vivien parelles casades, en un 9% dones solteres, i en un 27,4% no eren unitats familiars. En el 21,3% dels habitatges hi vivien persones soles el 6,4% de les quals corresponia a persones de 65 anys o més que vivien soles. El nombre mitjà de persones vivint en cada habitatge era de 2,68 i el nombre mitjà de persones que vivien en cada família era de 3,15.
Per edats la població es repartia de la següent manera: un 27,4% tenia menys de 18 anys, un 5,8% entre 18 i 24, un 33,1% entre 25 i 44, un 24,2% de 45 a 60 i un 9,5% 65 anys o més.
L'edat mediana era de 37 anys. Per cada 100 dones de 18 o més anys hi havia 93,8 homes.
La renda mediana per habitatge era de 65.354 $ i la renda mediana per família de 75.775 $. Els homes tenien una renda mediana de 50.523 $ mentre que les dones 34.089 $. La renda per capita de la població era de 29.630 $. Aproximadament el 2,1% de les famílies i el 3,3% de la població estaven per davall del llindar de pobresa.

## Poblacions més properes
El següent diagrama mostra les poblacions més properes.